# Amphiura correcta
Amphiura correcta is een slangster uit de familie Amphiuridae.
De wetenschappelijke naam van de soort werd in 1907 gepubliceerd door René Koehler.